# Tango (bebida)
Tango es una marca de refrescos con gas elaborada en Reino Unido. Aunque el nombre originalmente se refería solo al sabor a naranja, se expandió a partir de la década de 1990 a otros sabores como manzana, cereza y cítricos.
La bebida fue creada por el grupo galés Corona en 1950, que en aquella época se encargaba de la distribución y elaboración de todo tipo de bebidas, como un refresco de naranja. En 1958 la compañía fue comprada por la farmacéutica Beecham Group, que expandió el producto por todo Reino Unido e Irlanda. En 1987 todas las bebidas de Beechams, incluida Tango, fueron adquiridas por el grupo alimenticio Britvic, que hasta la fecha es el actual propietario.
Tango ha destacado dentro del mercado británico por sus campañas publicitarias, bajo el eslogan "You know when you've been Tango'd". Algunas de ellas han sido premiadas en el Festival publicitario de Cannes, como la parodia del anuncio de Sony Bravia "Colours". Las ventas de Tango se mantienen por debajo de otras competidoras como Fanta, y en los últimos años la marca ha perdido cuota de mercado.